# Slepnica
Slépnica je levi pritok Radoljne iz osrednjega dela Ribniško-Lovrenškega podolja. Izvira na vzhodni strani razvodnega hrbta med porečjema Radoljne in Velke in teče bolj ali manj proti vzhodu. Dolina je sprva ozka gozdnata grapa, a se kmalu ob potoku pojavi ozka naplavna ravnica in sega sklenjeno do izliva v Radoljno v zaselku Kurja vas (Lovrenc na Pohorju). Z obeh strani dobiva številne kratke pritoke, nekoliko večji je le Povhov potok z desne strani. V zgornjem delu porečja so razpršene samotne kmetije naselja Recenjak, severno od doline je naselje Rdeči Breg, v dnu doline je nekaj novih stanovanjskih hiš.
Potok teče ves čas po manj odpornih sedimentnih kamninah Ribniško-Lovrenškega podolja (peščenjak, peščeni lapor), zato ima manjši strmec kot drugi pohorski potoki, vendar je kljub temu izrazit hudournik. Zaradi tega je bilo dolinsko dno v preteklosti skoraj neposeljeno, ob potoku so bile le manjše žage in mlini. Večji del dolinskega dna je ostal do danes neposeljen in v travnikih, razen v spodnjem delu, kjer je na desnem bregu tudi lovrenška industrijska cona.
V spodnjem toku je struga mestoma umetno spremenjena, v ostalem delu je v naravnem stanju, gosto obraščena z obvodnim grmovnim in drevesnim rastjem. Potok teče večinoma po lastnih naplavinah, na nekaterih mestih tudi po živoskalni podlagi iz peščenjaka ali laporja. Čeprav je potok večino časa umirjen in prijazen, se lahko ob močnem neurju hitro spremeni v deroč hudournik, kar se je nazadnje zgodilo 1. julija 2017. Takrat je Slepnica naredila veliko škode na prometni infrastukturi in v spodnjem toku še na stanovanjskih hišah ter v podjetju Marles Hiše.